# 1935-ös magyar vívóbajnokság
Az 1935-ös magyar vívóbajnokság a harmincegyedik magyar bajnokság volt. A férfi tőrbajnokságot április 28-án rendezték meg Budapesten, a BBTE tornacsarnokában, a párbajtőrbajnokságot május 26-án Budapesten, a MAC margitszigeti pályáján, a kardbajnokságot május 5-én Budapesten, a Nemzeti Tornacsarnokban, a női tőrbajnokságot pedig április 22-én Budapesten, a Műegyetemen.

## Eredmények
| Versenyszám          | Arany                           | Arany | Ezüst                              | Ezüst | Bronz                           | Bronz |
| -------------------- | ------------------------------- | ----- | ---------------------------------- | ----- | ------------------------------- | ----- |
| Férfi tőrvívás       | Gerevich Aladár MAC             |       | dr. Hajdu János BSzKRt SE          |       | Maszlay Lajos Honvéd Tiszti VK  |       |
| Férfi párbajtőrvívás | Bay Béla BEAC                   |       | Székelyhidy Tibor Honvéd Tiszti VK |       | Idrányi Ferenc Honvéd Tiszti VK |       |
| Férfi kardvívás      | Kovács Pál Ludovika Akadémia SE |       | Maszlay Lajos Honvéd Tiszti VK     |       | Bay Béla BEAC                   |       |
| Női tőrvívás         | Bogáthy Erna BEAC               |       | Elek Ilona Detektív AC             |       | Elek Margit Detektív AC         |       |